# グザヴィエ・ドラン
グザヴィエ・ドラン（Xavier Dolan、1989年3月20日 - ）は、カナダの俳優、映画監督、声優。

## 来歴
1989年、カナダのケベック州モントリオールで生まれる。父親は俳優のマヌエル・タドロス（エジプト出身のコプト教徒カナダ人）である。幼少期より子役として映画やテレビ番組に出演する。
2009年、19歳にして『マイ・マザー』で初監督を務め、主演と脚本家も兼ねた。第62回カンヌ国際映画祭の監督週間で上映され、20カ国の配給業者に売却された。
長編映画2作目『胸騒ぎの恋人』は2010年に第63回カンヌ国際映画祭のある視点部門で上映された。長編映画3作目『わたしはロランス』もまた2012年の第65回カンヌ国際映画祭のある視点部門で上映され、クィア・パルムを受賞した。
2013年の『トム・アット・ザ・ファーム』は第70回ヴェネツィア国際映画祭のコンペティション部門で上映され、国際映画批評家連盟賞を受賞。2014年の『Mommy/マミー』は第67回カンヌ国際映画祭で審査員賞を受賞し、翌年には審査員として参加。更に、その翌年には『たかが世界の終わり』がグランプリを受賞した。
この他にも、2015年にはイギリスのシンガーソングライター・アデルの楽曲『Hello』のミュージックビデオを監督しており、ドランはアデル本人から直接オファーを受けていた。世界初のIMAXカメラで撮影されたMVとなった。第68回カンヌ国際映画祭ではコーエン兄弟が委員長のコンペティション部門で審査員を務めた。2016年『たかが世界の終わり』で第69回カンヌ国際映画祭グランプリを受賞した。2018年、初の英語作品『ジョン・F・ドノヴァンの死と生』を監督。2019年、『マティアス&マキシム』を監督、6年ぶりとなる自身の作品への出演となった。

### 引退発言
2022年、映画から距離を置くと考えているとカナダ紙Le Journal de Montrealに語っていた。2018年以降の『ジョン・F・ドノヴァンの死と生』『マティアス&マキシム』そしてドラマ作品である『ロリエ・ゴドローと、あの夜のこと』が振るわなかったことにより、「映画と監督業は諦めている。ほとんど誰も観ないようなものに、2年もの間専念する気力も体力もないんだ。あまりにたくさんの情熱を注いだせいで、失望が大きくなってしまった」だとスペイン紙EL PAISにコメントした。

### 監督復帰
2024年8月7日、1880年代フランスを舞台とした時代劇ホラー映画の脚本を執筆中で、2025年後半の撮影開始が目標。パンデミック前に書いていたものを見直している最中であるとのこと。

## 製作作品

### 映画
| 年   | 題名                                                              | 役名             | 備考                                       |
| ---- | ----------------------------------------------------------------- | ---------------- | ------------------------------------------ |
| 2009 | マイ・マザー J'ai tué ma mère                                     | ユベール・ミネリ | 監督・脚本・製作・出演                     |
| 2010 | 胸騒ぎの恋人 Les amours imaginaires                               | フランシス       | 監督・脚本・編集・製作・衣装デザイン・出演 |
| 2012 | わたしはロランス Laurence Anyways                                 | N/A              | 監督・脚本・編集・製作総指揮               |
| 2013 | トム・アット・ザ・ファーム Tom à la ferme                         | トム             | 監督・脚本・編集・製作・製作総指揮・出演   |
| 2014 | Mommy/マミー Mommy                                                | N/A              | 監督・脚本・製作・編集・衣装               |
| 2016 | たかが世界の終わり Juste la fin du monde                          | N/A              | 監督・脚本・製作・編集                     |
| 2018 | ジョン・F・ドノヴァンの死と生 The Death & Life of John F. Donovan | N/A              | 監督・脚本・製作・編集                     |
| 2019 | マティアス&マキシム Matthias & Maxime                             | マキシム         | 監督・脚本・製作・出演                     |
| TBA  | Untitled Horror Movie                                             | N/A              | 監督・脚本・製作                           |

### テレビドラマ
| 年   | 題名                                                     | 役名       | 備考         |
| ---- | -------------------------------------------------------- | ---------- | ------------ |
| 2023 | ロリエ・ゴドローと、あの夜のこと The Night Logan Woke Up | エリオット | 兼脚本・出演 |

### ミュージックビデオ
| 年   | アーティスト名 | タイトル    |
| ---- | -------------- | ----------- |
| 2013 | アンドシーヌ   | College Boy |
| 2015 | アデル         | Hello       |
| 2021 | アデル         | Easy on Me  |

## 出演作品
| 年   | 題名                                                                                       | 役名                 | 備考                 |
| ---- | ------------------------------------------------------------------------------------------ | -------------------- | -------------------- |
| 2006 | 鏡 Miroirs d'Été                                                                           | ジュリアン           | 短編映画             |
| 2008 | マーターズ Martyrs                                                                         | アントワーヌ         |                      |
| 2014 | 神のゆらぎ Miraculum                                                                       | エティエンヌ・シマー |                      |
| 2015 | エレファント・ソング Elephant Song                                                         | マイケル             |                      |
| 2016 | グザヴィエ・ドラン バウンド・トゥ・インポッシブル Xavier Dolan: à l'impossible je suis ten | 本人                 | ドキュメンタリー映画 |
| 2018 | ある少年の告白 Boy Erased                                                                  | ジョン               |                      |
| 2018 | ホテル・エルロワイヤル Bad Times at the El Royale                                          | バディ・サンデイ     |                      |
| 2019 | IT/イット “それ”が見えたら、終わり。 It Chapter Two                                        | エイドリアン・メロン |                      |
| 2023 | 幻滅 Lost Illusions                                                                        | ナタン               |                      |